# Паюйоки
Паюйоки — река в Финляндии и России, протекает по территории общины Куусамо в провинции Северная Остроботния, а также в Кестеньгском сельском поселении Лоухского района Республики Карелии. Длина реки — 12 км.
Река берёт начало из озера Сирелампи и далее течёт преимущественно в восточном направлении по заболоченной местности.
Река в общей сложности имеет три малых притока суммарной длиной 3,0 км.
Впадает на высоте 267,9 м над уровнем моря в озеро Таваярви, из которого вытекает река Тавойоки, впадающая в Пяозеро.
Код объекта в государственном водном реестре — 02020000412202000000588.